# Голд, Джонатан
Джонатан Голд (англ. Jonathan Gold, род. 28 июля 1960, Лос-Анджелес, Калифорния, США — 21 июля 2018, Лос-Анджелес, США) — американский ресторанный и музыкальный критик. В течение многих лет был главным гастрономическим критиком газеты Los Angeles Times, помимо этого публиковался в таких изданиях, как LA Weekly и Gourmet, и являлся постоянным участником передачи Good Food на радио KCRW. Целью своих обзоров Голд зачастую выбирал небольшие иммигрантские рестораны с традиционной кухней, хотя на протяжении своей карьеры публиковал статьи о всех видах кухни и заведениях различной степени известности и фешенебельности. В 2007 году, будучи в штате еженедельника LA Weekly, стал первым ресторанным критиком получившим Пулитцеровскую премию.

## Карьера
В 1982 году, во время учёбы на факультете искусств и музыки Калифорнийского университета, Голд устроился на должность корректора в еженедельный журнал LA Weekly. Там он познакомился со своей будущей женой Лори Очоа — в дальнейшем они работал вместе во всех других изданиях, куда переходил Голд. К середине 1980-х он редактором музыкального раздела еженедельника, первоначально фокусируясь на статьях о классической музыке, а также ранней сцене хип-хопа, в частности обозревая формирование гангста-рэпа и интервьюируя ключевых фигур этого жанра — Снуп Догга, Доктора Дре, Айс Кьюба и других участников группы N.W.A.
В 1986 году, при нерадивой поддержке основателя LA Weekly Джея Левина, Голд начал вести свою первую ресторанную колонку «Counter Intelligence», обозревая в ней подпольные заведения общепита в этнических районах Лос-Анджелеса. В дальнейшем колонка стала публиковаться в газете Los Angeles Times, где Голд проработал в период с 1990 по 1996 годы, параллельно с этим обозревая более дорогие рестораны для изданий California и Los Angeles, а также публикуя музыкальные обзоры для журналов Blender, Spin, Rolling Stone и Details. В 1999 году он переехал из Лос-Анджелеса в Нью-Йорк на должность ресторанного критика журнала Gourmet. Статьи Голда в этом издании дважды становились финалистами Национальной журнальной премии в области критики, с подачи Американского общества редакторов журналов.
В 2001 году, после того как Очоа была назначена редактором LA Weekly, Голд вернулся в Лос-Анджелес, возродив в еженедельнике рубрику «Counter Intelligence», при этом продолжая печататься в Gourmet. В LA Weekly Голд опубликовал список лучших ресторанов под названием Jonathan Gold’s 99 Essential LA Restaurants, снискавший широкую популярность; позднее он опубликовал похожий список для Los Angeles Times получивший название Jonathan Gold’s 101 Best Restaurants.
В 2007 году Голд стал первым гастрономическим критиком, получившим Пулитцеровскую премию; жюри ссылалось на его «изумительные, подробные обзоры ресторанов, выражающие восхищение у эрудированного гурмана». В 2012 году Голд вернулся работать в Los Angeles Times, сменив Айрин Вирбилу на посту главного ресторанного критика газеты. В 2017 году он основал гастрономический фестиваль под названием The paper’S L. A. Food Bowl festival. На протяжении своей карьеры Голд получил в общей сложности девять премий James Beard Foundation Award за свои писательскую деятельность.
Описывая работу Голда журналистка Меган Гарви отмечала: «Трудно переоценить его влияние на культуру питания в Южной Калифорнии. Его отзывы о ресторанах Лос-Анджелеса привлекли международное внимание». Шеф-повар Энтони Бурден описал Голда как «первого парня, который изменил фокус внимания с ресторанов с белыми скатертями на действительно крутые маленькие места в стрип-моллах» — область в которой также прославился сам Бурден.
В 2015 году о Голде был снят документальный фильм под названием «Город Голда», премьера которого состоялась на кинофестивале «Сандэнс».

## Личная жизнь
Голд родился в Лос-Анджелесе в семье представителей среднего класса, будучи старшим из трех сыновей. Его отец, еврей, работал в системе надзора условно-освобождённых, а мать была учительницей средней школы и библиотекарем (после свадьбы приняла иудаизм). Будучи первокурсником Калифорнийского университета в Лос-Анджелесе, он некоторое время работал в кошерном ресторане, принадлежащем матери Стивена Спилберга Ли Адлер. Был женат на Лори Очоа, в настоящее время занимающей пост редактора газеты Los Angeles Times и бывшем главном редакторе LA Weekly; у них было двое детей.
Младший брат Джонатана Голда — Марк Голд долгое время был президентом некоммерческой организации Health The Bay базирующейся в Санта-Монике, а затем стал ассоциированным директором Института окружающей среды и устойчивого развития Калифорнийского университета в Лос-Анджелесе. В настоящее время он является исполнительным директором Совета по защите океана (OPC), базирующимся в Сакраменто.

### Смерть
В июле 2018 года у Голда диагностировали рак поджелудочной железы. Он умер 21 июля 2018 года в Медицинском центре Сент-Винсент в Лос-Анджелесе в возрасте 57 лет, за неделю до своего 58-летия.
28 июля 2018 года — в день 58 летия Голда — несколько зданий и достопримечательностей Лос-Анджелеса были освещены золотой подсветкой в память о публицисте. В апреле 2019 года Голд был посмертно награждён девятой премией фонда Джеймса Бирда. Кроме того, руководство фонда объявило, что они переименовывают ежегодную премию Local Impact Award в премию Jonathan Gold Local Voice Award, чествующую «новых писателей, которые рассказывают истории своих городов и регионов, точно так же, как Джонатан постоянно освещал свой любимый Лос-Анджелес».